# Вайсендорф
Вайсендорф (нем. Weißendorf) — община в Германии, в земле Тюрингия. 
Входит в состав района Грайц.  Население составляет 330 человек (на 31 декабря 2010 года). Занимает площадь 3,60 км².